# Norrgastenen
Norrgastenen, med signum Sö Sb1965;20, är en runsten i Norrga, Grödinge socken i Botkyrka kommun på Södertörn i Södermanland. 

## Stenen
Runstenen av gnejsgranit är 165 cm hög, 120 cm bred och 28 cm tjock. Runhöjden är 3,5–10 centimeter. Ristningen är vänd åt väster. Stenen hittades år 1963 i en åker med ristningsytan nedåt, omkring 50 meter öster om Norrgaån och 100 meter väster om Norrga gårds mangårdsbyggnad. Den restes på sin nuvarande plats vid vägen och strax sydsydost om mangårdsbyggnaden av professor Sven B. F. Jansson 1964. Stenen är från vikingatiden och ornamentiken går i Ringerikestil.

## Inskriften
Translitterering av runraden:
-(u)--... -u(k) ... ...--t----(a)...- (f)(þ)(u) (k)(u)þ (i)halbi : on(t) · an- ...ui(h)n(t)u-o(s)
Normalisering till runsvenska:
... ok(?) ... ... faður(?) Guð hialpi and han[s] ...
Översättning till nusvenska:
...och(?)...fader(?) Gud hjälpe hans ande.
Inskriften är mycket vittrad och därför i det närmaste oläslig.